# Jaša Koceli
Jaša Koceli, slovenski gledališki režiser, * 1984, Celje.

## Režije
- 2014: Prihajamo (Gledališče Glej])
- 2014: Na most! (Gledališče Glej])
- 2014: Jaz Jaz Jaz Jaz (Gledališče Glej])
- 2013: Café Dada, [(Mestno gledališče ljubljansko)
- 2013: Ni obale ni (Gledališče Glej])
- 2011: Ivo Svetina: Lepotica in zver (AGRFT, diplomska predstava)